# Centre-Sud
Centre-Sud ist eine von 13 Regionen, in die der westafrikanische Staat Burkina Faso administrativ aufgeteilt ist. Hauptstadt ist Manga. Die im Südwesten liegende Region umfasst die Provinzen Bazèga, Zoundwéogo und Nahouri. In Centre-Sud befindet sich der Nationalpark Kaboré-Tambi.
Koordinaten: 11° 48′ N, 1° 12′ W